# Cappellacci di zucca ferraresi

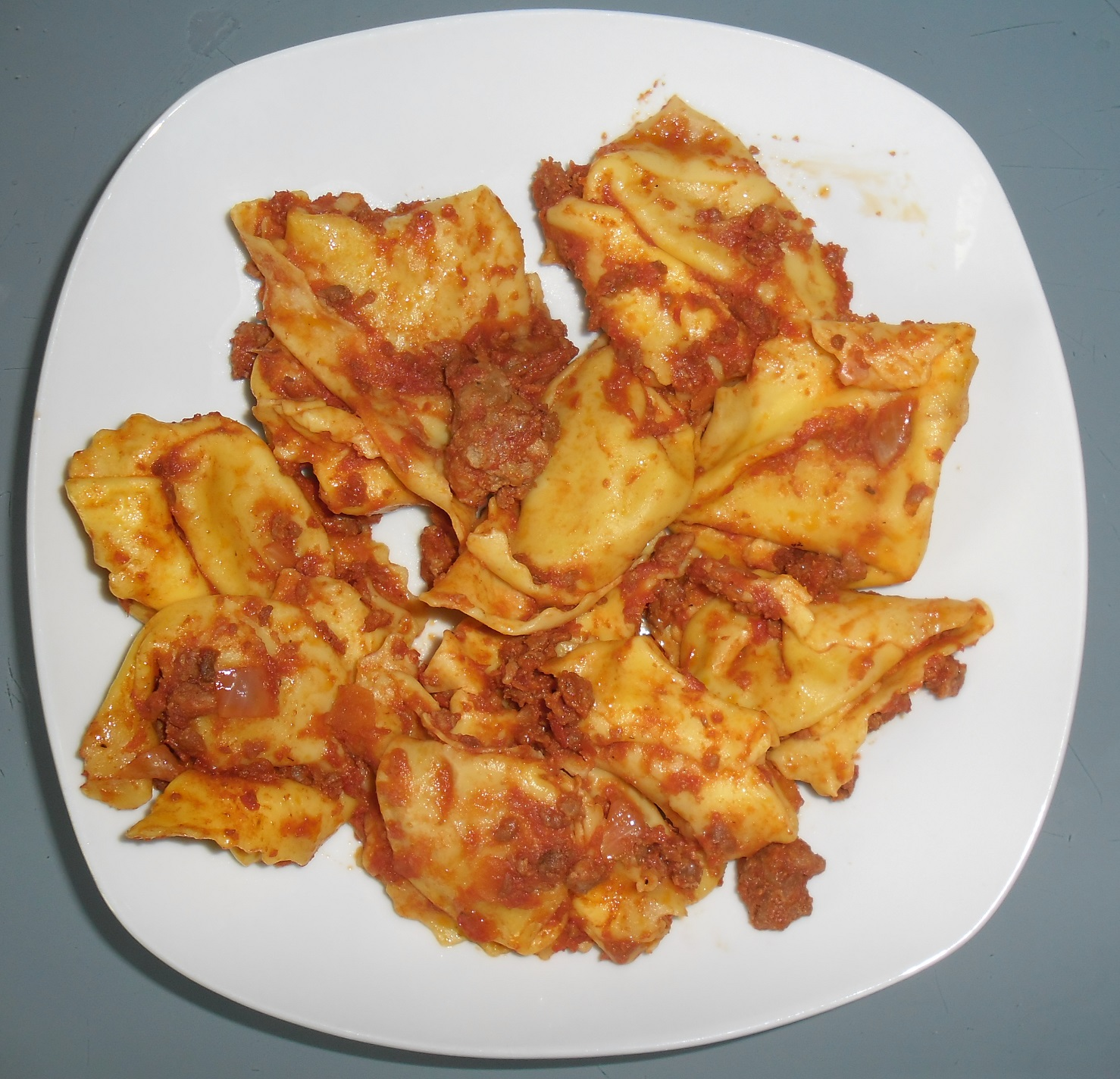
Cappellacci di zucca ferraresi

Cappellacci di zucca ferraresi sind eine italienische Pastasorte mit Kürbisfüllung. Die Teigtaschen sind eine Spezialität aus der Provinz Ferrara in der Emilia-Romagna und in der Europäischen Union seit 2016 ein Produkt mit geschützter geographischer Angabe (g.g.A., italienisch IGP) .

## Name
Die Herkunft des Namens Cappellacci ist ungewiss. Nach einigen leitet sich der Name von ihrer Form ab, der je nach Meinung einem Strohhut (it. cappello di paglia), wie er von den Bauern bei der Feldarbeit getragen wurde oder einem Dreispitz ähnelt. Nach anderen handelt es sich lediglich um eine Variante der Cappelletti. Der Name Cappellacci ist dabei auf die im Vergleich zu den Cappelletti größere und klobigere Form als abwertend zu verstehen. Im Ferrareser Dialekt werden sie als caplàz bezeichnet.

## Geschichte

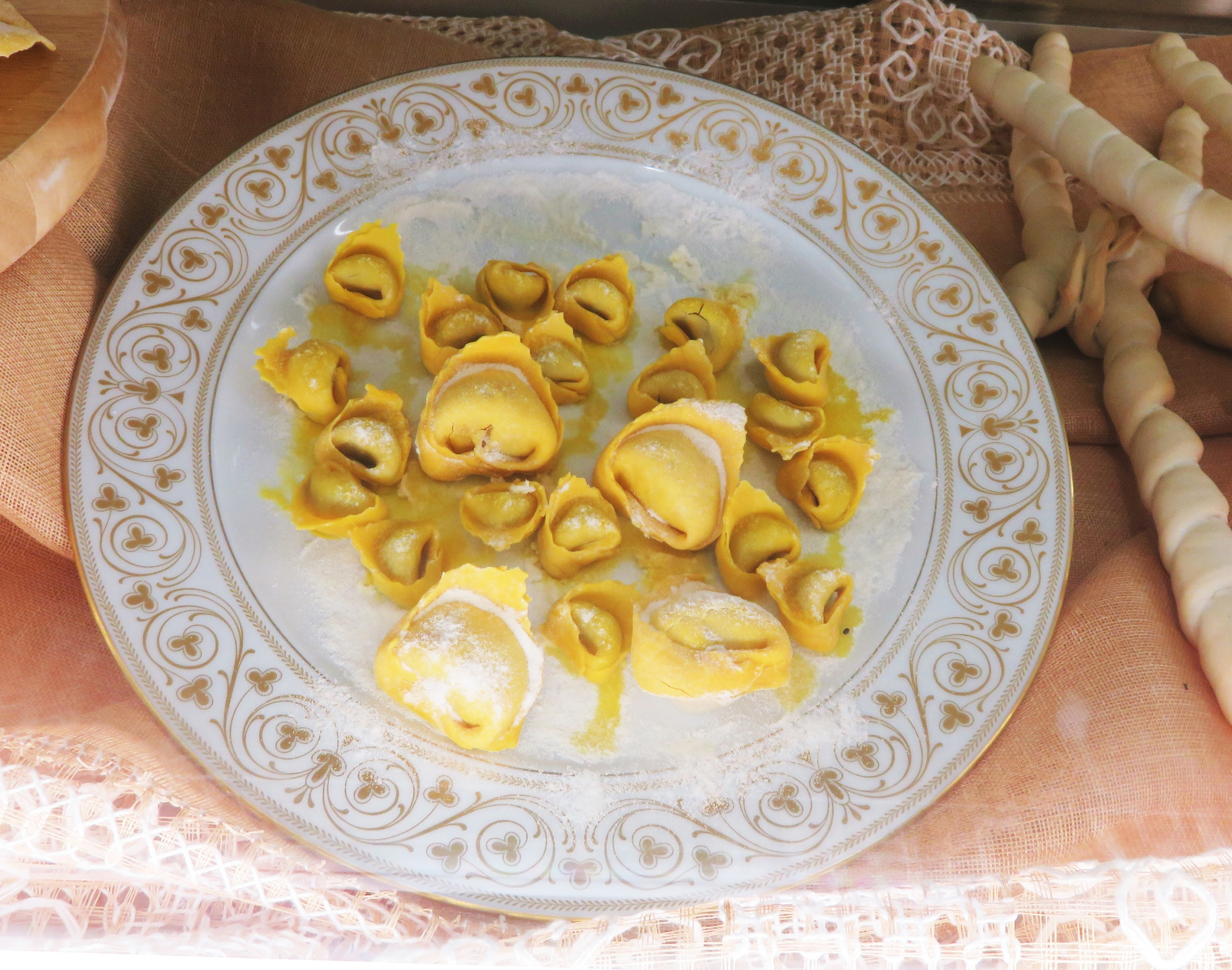
Cappellacci und die kleineren Cappelletti

Das Rezept wurde erstmals 1584 von Giovan Battista Rossetti, am Renaissancehof von Alfonso II. d’Este in der Küche beschäftigt, in seinem Buch Dello Scalco beschrieben. Damals noch unter der Bezeichnung tortelli di zucca con il butirro. Dem vorausgegangen war der um 1570 erstmals erfolgte Anbau von gelben Kürbissen im Umland von Ferrara, während die Zubereitung des Teigs bereits 1549 von Cristoforo di Messisbugo, der als Scalco die Aufsicht über der Hofküche der Este führte, in seinem Rezeptwerk Banchetti composizione di vivande e apparecchio generale beschrieben wurde.

## Zubereitung
Die Cappellacci di zucca ferraresi werden in Handarbeit aus  Eiernudelteig hergestellt. Für den Teig wird eine Mischung aus Hart- und Weichweizenmehl verwendet. Gefüllt werden die Teigtaschen mit einem Gemisch aus gekochtem Moschus-Kürbisfleisch und geriebenem Käse, das mit Muskat gewürzt ist. In der Mischung und der Form unterscheiden sie sich von anderen ebenfalls mit Kürbis gefüllten Teigtaschen, wie den Tortelli mantovani.
Ursprünglich war die Füllung in der Renaissance unter anderem noch mit Zimt und Ingwer gewürzt. Im Laufe der Zeit wurden die teuren Gewürze, die sich nur Fürstenhöfe leisten konnten, jedoch weggelassen. Die im Durchmesser zwischen vier und sieben Zentimeter breiten Cappellacci werden mit Ragù vom Schwein oder mit Butter und Salbei serviert.